# علی اسدوف
علی هدایت اوغلو مشهور به علی اسد‌اف (ترکی آذربایجانی: Əli Hidayət oğlu Əsədov؛ زادهٔ ۳۰ نوامبر ۱۹۵۶) سیاست‌مدار اهل جمهوری آذربایجان است که در حال حاضر منصب نخست‌وزیر آذربایجان است. وی در این منصب توسط الهام علی‌اف در تاریخ ۸ اکتبر ۲۰۱۹ گماشته شد.

## اوایل زندگی
اسدوف در تاریخ ۳۰ نوامبر ۱۹۵۶ در جمهوری خودمختار نخجوان متولد شد. در ۱۹۷۴ پس از فارغ‌التحصیلی از دبیرستان شماره ۱۳۴ باکو وارد دانشگاه اقتصاد در مسکو شد و سال ۱۹۷۸ فارغ‌التحصیل شد. سپس از سال ۱۹۷۸ تا ۱۹۸۰ در ارتش خدمت کرد.